# Hayes and Harlington Urban District

Hayes and Harlington in der früheren Grafschaft Middlesex

Der Hayes and Harlington Urban District war ein Bezirk im Ballungsraum der britischen Hauptstadt London. Er existierte von 1904 bis 1965 und lag im Westen der ehemaligen Grafschaft Middlesex.

## Geschichte
Das Dorf Hayes war ursprünglich ein Civil parish und gehörte ab 1875 zunächst zum Uxbridge Rural District. Ab 1904 bildete es einen davon eigenständigen Urban District, den Hayes Urban District. Im Jahr 1930 erfolgte die Eingemeindung von Cranford und Harlington, die zuvor zum aufgelösten Staines Rural District gehört hatten. Mit der Vergrößerung des Bezirks war auch eine Umbenennung in Hayes and Harlington Urban District verbunden. 1934 wurde das Gebiet von Cranford mit dem Municipal Borough of Heston and Isleworth geteilt, wodurch sich die Fläche geringfügig um 361 acres (1,46 km²) verkleinerte.
Bei der Gründung der Verwaltungsregion Greater London im Jahr 1965 entstand aus der Fusion des Municipal Borough of Uxbridge sowie der Urban Districts Hayes and Harlington, Ruislip-Northwood und Yiewsley and West Drayton der London Borough of Hillingdon.

## Statistik
Bis 1930 betrug die Fläche 3311 acres (13,40 km²), danach 5158 acres (20,87 km²). Die Volkszählungen ergaben folgende Einwohnerzahlen:
| Jahr      | 1901  | 1911  | 1921  | 1931   | 1951   | 1961   |
| Einwohner | 2.594 | 4.261 | 6.303 | 23.649 | 65.596 | 67.915 |